# The Crying Game
The Crying Game (Juego de lágrimas en España y México, El juego de las lágrimas en Hispanoamérica) es una película de 1992 escrita y dirigida por Neil Jordan. Explora temas de raza, nacionalidad, género y sexualidad, teniendo como trasfondo el conflicto irlandés. Está protagonizada por Stephen Rea, Miranda Richardson, Jaye Davidson y Forest Whitaker.
El largometraje se estrenó el 2 de septiembre de 1992 en el Festival de Cine de Venecia. Recibió 6 nominaciones en la 65.ª entrega de los Premios Óscar, consiguiendo la estatuilla al mejor guion original.

## Argumento
En un parque de diversiones situado en una zona rural de Irlanda del Norte, un voluntario del IRA llamado Fergus (Stephen Rea), junto con otros miembros del IRA liderados por Maguire (Adrian Dunbar), llevan a cabo el secuestro de Jody (Forest Whitaker), un soldado británico. Este hecho ocurre después de que una miembro del IRA llamada Jude (Miranda Richardson) atrajera a Jody a un área apartada con la promesa de tener relaciones sexuales. El IRA exige la liberación de sus miembros encarcelados, amenazando con ejecutar a Jody en tres días si sus demandas no son cumplidas. Fergus es asignado para custodiar a Jody y, con el tiempo, desarrolla una extraña amistad con el prisionero. Durante su reclusión, Jody comparte la historia del Escorpión y la Rana con Fergus.
Jody convence a Fergus de que busque a su novia, Dil (Jaye Davidson), en Londres, ya que él sabe que será ejecutado pronto. El plazo dado por los captores llega a su fin, y sin que las demandas del IRA sean cumplidas, Jody debe enfrentar su destino. Fergus lleva a Jody al bosque para ejecutarlo, pero este logra escapar. Fergus, incapaz de dispararle por la espalda mientras huye, lo deja ir, pero Jody es trágicamente atropellado por un tanque británico mientras este se dirige a atacar el escondite del IRA. Con sus compañeros aparentemente muertos tras el ataque, Fergus huye a Londres y adopta el alias de "Jimmy", encontrando trabajo como jornalero. Unos meses después, Fergus se encuentra con Dil en un salón de belleza, y posteriormente conversan en un bar donde ella canta "The Crying Game".
Fergus se siente extremadamente culpable por la muerte de Jody, y comienza a tener sueños en los que Jody viene a jugar cricket con él. Se acerca a Dil, protegiéndola de un pretendiente obsesivo, y se enamora de ella. Sin embargo, durante un encuentro íntimo en su apartamento Fergus descubre que Dil es transexual, y su reacción inicial es de rechazo. Al darse cuenta de sus prejuicios, Fergus se disculpa con Dil y se reconcilian. Poco después, Jude regresa inesperadamente y chantajea a Fergus para que la ayude en una nueva misión de asesinar a un juez. Ella amenaza con revelar su relación con Dil al IRA si no coopera.
Incapaz de dejar a Dil, Fergus sigue viéndola y decide protegerla de cualquier posible amenaza, ayudándola a disfrazarse y manteniendo su identidad oculta. La noche antes de que se lleve a cabo la misión del IRA, Dil se emborracha bastante y Fergus la acompaña a su casa, donde ella le pide que se quede. Fergus accede y admite que se siente culpable por la muerte de Jody. Dil parece no entender lo que Fergus le dijo, pero al amanecer, antes de que él se despierte, lo ata a la cama sin darse cuenta de que está impidiendo que se una al IRA y complete la misión. Dil confronta a Fergus con un arma, obligándolo a declarar su amor y a prometer que nunca la abandonará. Luego lo libera, admitiendo que incluso si está mintiendo, es reconfortante escucharlo. Dil llora por la situación.
Mientras tanto, Jude y Maguire asesinan al juez, pero Maguire muere en un tiroteo con los guardaespaldas. Jude, movida por la venganza, llega al apartamento de Dil armada, buscando matar a Fergus por haber fallado en la misión. Sin embargo, Dil le dispara a Jude, hiriéndola gravemente, y revela que conoce la participación de Fergus en la muerte de Jody y cómo este fue seducido para secuestrarlo. Dil finalmente mata a Jude con un disparo en la garganta. Luego apunta el arma a Fergus, pero él la detiene, recordándole que Jody no estaría de acuerdo con matarlo. Fergus evita que Dil se dispare y le pide que se oculte en el bar por un tiempo. Una vez que ella se va, Fergus borra sus huellas dactilares del arma, reemplazándolas con las suyas, y permite que lo arresten.
Meses después, Dil visita a Fergus en prisión, donde cumple su condena. Discuten sus planes para el futuro después de su liberación, y Dil le pregunta por qué se incriminó. Fergus responde: "Como un hombre una vez dijo, está en mi naturaleza", antes de contarle la historia del Escorpión y la Rana.

## Reparto y doblaje
| Actor              | Personaje | Doblaje México | Doblaje Argentina | Doblaje España          |
| ------------------ | --------- | -------------- | ----------------- | ----------------------- |
| Forest Whitaker    | Jody      | Israel Magaña  | Ariel Abadi       | David García Vásquez    |
| Miranda Richardson | Jude      | Cony Madera    | Matilde Ávila     | Yolanda Pérez Segoviano |
| Stephen Rea        | Fergus    | Herman López   | Ricardo Alanis    | Salvador Aldeguer       |
| Adrian Dunbar      | Maguire   | René García    | ¿?                | José Padilla            |
| Jaye Davidson      | Dil       | Javier Olguín  | ¿?                | Pedro Sanz              |
| Jim Broadbent      | Col       | Martín Soto    | Natalio Hoxman    | Javier Franquelo        |
| Birdy Sweeney      | Tommy     | Cesar Arias    | Elbio Nessier     | Jorge García Insúa      |
| Ralph Brown        | Dave      | Jorge Ornelas  | ¿?                | Mario Martín            |

## Clasificación por edades
| País           | Calificación                     |
| -------------- | -------------------------------- |
| Alemania       | 16                               |
| Argentina      | 16                               |
| Australia      | M MA (DVD)                       |
| Canadá         | 18 R(Nueva Escocia) AA (Ontario) |
| Brasil         | 16                               |
| Chile          | 18                               |
| España         | 18 (NRM18)                       |
| Estados Unidos | R                                |
| Filipinas      | R-18                             |
| Finlandia      | K-16                             |

| País          | Calificación                      |
| ------------- | --------------------------------- |
| Hong Kong     | IIB                               |
| Italia        | VM14                              |
| Islandia      | 16                                |
| Noruega       | 15                                |
| Nueva Zelanda | R16                               |
| Países Bajos  | 16                                |
| Perú          | 18                                |
| Reino Unido   | 18                                |
| Singapur      | M18 R(A) (Clasificación Original) |
| Suecia        | 15                                |
| Colombia      | 18                                |
| México        | C                                 |
| Japón         | R-15                              |

## Fechas de estreno mundial
| País                                                                          | Fecha de estreno                   |
| ----------------------------------------------------------------------------- | ---------------------------------- |
| Alemania                                                                      | Jueves 3 de septiembre de 1992     |
| Argentina                                                                     | Viernes 4 de septiembre de 1992    |
| Australia                                                                     | Jueves 10 de septiembre de 1992    |
| Austria                                                                       | Viernes 11 de septiembre de 1992   |
| Bélgica                                                                       | Miércoles 2 de septiembre de 1992  |
| Belice · Costa Rica · El Salvador · Guatemala · Honduras · Nicaragua · Panamá | Viernes 4 de septiembre de 1992    |
| Bolivia                                                                       | Martes 15 de septiembre de 1992    |
| Brasil                                                                        | Jueves 17 de septiembre de 1992    |
| Chile                                                                         | Viernes 4 de septiembre de 1992    |
| Colombia                                                                      | Jueves 3 de septiembre de 1992     |
| Corea del Sur                                                                 | Sábado 12 de septiembre de 1992    |
| Dinamarca                                                                     | Viernes 18 de septiembre de 1992   |
| Ecuador                                                                       | Miércoles 16 de septiembre de 1992 |
| Egipto                                                                        | Lunes 12 de octubre de 1992        |
| España                                                                        | Viernes 4 de septiembre de 1992    |
| Estados Unidos · Canadá                                                       | Viernes 4 de septiembre de 1992    |
| Filipinas                                                                     | Miércoles 23 de septiembre de 1992 |
| Finlandia                                                                     | Viernes 18 de septiembre de 1992   |
| Francia                                                                       | Miércoles 2 de septiembre de 1992  |

| País                         | Fecha de estreno                   |
| ---------------------------- | ---------------------------------- |
| Grecia                       | Viernes 6 de noviembre de 1992     |
| Hong Kong                    | Jueves 24 de septiembre de 1992    |
| Hungría                      | Jueves 10 de septiembre de 1992    |
| India                        | Viernes 22 de enero de 1993        |
| Indonesia                    | Martes 8 de septiembre de 1992     |
| Israel                       | Viernes 11 de septiembre de 1992   |
| Italia                       | Miércoles 2 de septiembre de 1992  |
| Jamaica                      | Miércoles 23 de septiembre de 1992 |
| Japón                        | Sábado 5 de septiembre de 1992     |
| Líbano                       | Viernes 25 de septiembre de 1992   |
| Malasia                      | Jueves 10 de septiembre de 1992    |
| México                       | Viernes 11 de septiembre de 1992   |
| Noruega                      | Jueves 24 de septiembre de 1992    |
| Nueva Zelanda                | Viernes 4 de septiembre de 1992    |
| Países Bajos                 | Jueves 10 de septiembre de 1992    |
| Perú                         | Jueves 17 de septiembre de 1992    |
| Portugal                     | Viernes 4 de septiembre de 1992    |
| Puerto Rico                  | Jueves 24 de septiembre de 1992    |
| Reino Unido Irlanda          | Viernes 4 de septiembre de 1992    |
| República Checa · Eslovaquia | Jueves 24 de septiembre de 1992    |
| República Dominicana         | Jueves 24 de septiembre de 1992    |
| Singapur                     | Miércoles 9 de septiembre de 1992  |
| Sudáfrica                    | Viernes 4 de septiembre de 1992    |
| Suecia                       | Viernes 11 de septiembre de 1992   |
| Suiza                        | Miércoles 16 de septiembre de 1992 |
| Tailandia                    | Sábado 19 de septiembre de 1992    |
| Taiwán                       | Sábado 19 de septiembre de 1992    |
| Turquía                      | Viernes 27 de noviembre de 1992    |
| Uruguay                      | Jueves 17 de septiembre de 1992    |
| Venezuela                    | Miércoles 2 de septiembre de 1992  |

## Premios
| Fecha         | Premio        | Categoría              | Receptor(es)   | Resultado |
| ------------- | ------------- | ---------------------- | -------------- | --------- |
| Marzo de 1993 | Premios Óscar | Mejor película         | Stephen Wolley | Nominada  |
| Marzo de 1993 | Premios Óscar | Mejor director         | Neil Jordan    | Nominado  |
| Marzo de 1993 | Premios Óscar | Mejor guion original   | Neil Jordan    | Ganador   |
| Marzo de 1993 | Premios Óscar | Mejor actor principal  | Stephen Rea    | Nominado  |
| Marzo de 1993 | Premios Óscar | Mejor actor de reparto | Jaye Davidson  | Nominado  |
| Marzo de 1993 | Premios Óscar | Mejor montaje          | Kant Pan       | Nominado  |

## Banda sonora
The Crying Game: Original Motion Picture Soundtrack es el nombre de la banda sonora de la película homónima de 1992, protagonizada por Stephen Rea, Miranda Richardson, Jaye Davidson y Forest Whitaker. Fue producida bajo la discográfica Hollywood Records, con la producción de Anne Dudley y los Pet Shop Boys.
Boy George anotó su primer éxito desde 1987 con su grabación de la canción del título, una canción que había sido un éxito en la década de 1960 para el cantante británico Dave Berry. La versión final de "Stand by Your Man" de Tammy Wynette fue interpretada por el cantante estadounidense Lyle Lovett.
1. "The Crying Game" – Boy George
2. "When a Man Loves a Woman" – Percy Sledge
3. "Live for Today" (Orchestral) – Cicero and Sylvia Mason-James
4. "Let the Music Play" – Carroll Thompson
5. "White Cliffs of Dover" – The Blue Jays
6. "Live for Today" (Góspel) – David Cicero
7. "The Crying Game" – Dave Berry
8. "Stand by Your Man" – Lyle Lovett
9. "The Soldier's Wife"*
10. "It's in my Nature"*
11. "March to the Execution"*
12. "I'm Thinking of You"*
13. "Dies Irae"*
14. "The Transformation"*
15. "The Assassination"*
16. "The Soldier's Tale"*

- Pistas orquestales compuestas por Anne Dudley e interpretadas por la Pro Art Orchestra de Londres.